# Дымдама
Дымдама́ (демдеме) — мясо-овощное блюдо населения земледельческих районов Средней Азии, а также крымских татар. Представляет собой тушёные овощи (капуста, картофель, морковь, лук, болгарский перец и др.) с мясом и курдючным жиром.

## Этимология
В переводе с киргизского языка дымдама (демдеме) означает тушёное/томлёное/настоянное.

## Приготовление и подача
Для приготовления блюда используется посуда с толстыми стенками — казан или глубокая сковорода с крышкой, в последнее время может применяться и мультиварка. Ингредиенты послойно закладываются в казан и тушатся на медленном огне. Готовый дымдама  подают на блюдах к столу.